# Suggrundus meerdervoortii
Suggrundus meerdervoortii är en fiskart som först beskrevs av Bleeker, 1860.  Suggrundus meerdervoortii ingår i släktet Suggrundus och familjen Platycephalidae. Inga underarter finns listade i Catalogue of Life.